# Giovanni Corrieri
Giovanni Corrieri (Messina, 7 febbraio 1920 – Prato, 22 gennaio 2017) è stato un ciclista su strada italiano.
Professionista tra il 1941 e il 1956, vinse sette tappe al Giro d'Italia e tre al Tour de France.

## Carriera
Di origine siciliana, si trasferì a Prato a vent'anni. Corse per diversi formazioni di marca, tra cui la Gloria, la Viscontea, la Legnano, la Bartali, la Arbos e la Carpano, distinguendosi come velocista e come gregario di Gino Bartali.
Ottenne diverse vittorie da professionista: conquistò infatti sette tappe al Giro d'Italia tra il 1947 e il 1955, e tre tappe al Tour de France, due nel 1948 e una nel 1950. Nel corso del Giro d'Italia 1953 vestì per un giorno la maglia rosa.

## Palmarès
- 1939 (dilettanti)

8ª tappa Giro di Sicilia (Sant'Agata di Militello > Messina)
- 1945 (Viscontea, due vittorie)

1ª tappa Giro della Provincia di Reggio Calabria
Classifica generale Giro della Provincia di Reggio Calabria
- 1947 (Viscontea, una vittoria)

12ª tappa Giro d'Italia (Pescara > Cesenatico)
- 1948 (Legnano, due vittorie)

18ª tappa Tour de France (Strasburgo > Metz)
21ª tappa Tour de France (Roubaix > Parigi)
- 1949 (Bartali, due vittorie)

10ª tappa Giro d'Italia (Udine > Bassano del Grappa)
19ª tappa Giro d'Italia (Torino > Monza)
- 1950 (Bartali, una vittoria)

5ª tappa Tour de France (Rouen > Dinard)
- 1951 (Bartali, due vittorie)

9ª tappa Giro d'Italia (Napoli > Foggia)
8ª tappa Deutschland Tour (Ravensburg > Augusta)
- 1952 (Bartali, due vittorie)

Sassari-Cagliari
9ª tappa Gran Premio del Mediterraneo (Sciacca > Palermo)
- 1953 (Bartali, una vittoria)

7ª tappa Giro d'Italia (Roma > Grosseto)
- 1954 (Bartali, una vittoria)

9ª tappa Giro d'Italia (Chianciano Terme > Firenze)
- 1955 (Arbos, una vittoria)

7ª tappa Giro d'Italia (Genova > Viareggio)

## Piazzamenti

### Grandi Giri
- Giro d'Italia

1946: ritirato
1947: 11º
1948: ritirato
1949: 32º
1950: 67º
1951: 59º
1952: 17º
1953: ritirato
1954: 33º
1955: 77º
- Tour de France

1948: 29º
1949: 52º
1950: ritirato (10ª tappa)
1952: 46º

### Classiche monumento
- Milano-Sanremo

1941: 34º
1950: 83º
1951: 27º
1952: 16º
1953: 41º
1954: 83º
1955: 17º

## Riconoscimenti
- Premio Grandi Ex dell'Associazione Nazionale Ex Corridori Ciclisti nel 2011